# 可能還愛你
是一部於2019年上映的美國愛情喜劇電影，由納娜奇·卡可汗執導，黃艾莉、朴藍道和麥可·戈蘭科共同撰寫劇本，並由艾莉和藍道主演。
電影定於2019年5月29日在美國有限上映，2019年5月31日在Netflix上線。

## 演員
- 黃艾莉 飾 莎夏
- 朴藍道 飾 馬可仕
- 詹姆斯·塞托（英语：James Saito） 飾 哈利
- 蜜雪兒·伯托（英语：Michelle Buteau） 飾 維羅妮卡
- 薇薇安·班（英语：Vivian Bang） 飾 珍妮
- 基努·李維 飾 他自己
- 朴蘇珊（英语：Susan Park） 飾 朱蒂
- 金大賢 飾 布蘭登
- 卡蘭·索尼 飾 東尼
- 查琳·易（英语：Charlyne Yi） 飾 金格
- Lyrics Born（英语：Lyrics Born） 飾 Quasar
- 凱西·威爾森（英语：Casey Wilson） 飾 克蘿伊

## 製作

### 拍攝
主體拍攝於2018年5月30日在溫哥華開始。其他拍攝於2018年7月15日至26日在舊金山進行。

## 發行
電影定於2019年5月29日在美國有限上映，2019年5月31日在Netflix上線。

### 評價
爛番茄根據100條評論，持有89%的新鮮度，平均得分7.1／10。在Metacritic上，電影獲得了64分。

## 外部連結
- 互联网电影数据库（IMDb）上《可能還愛你》的资料（英文）
- 豆瓣电影上《可能還愛你》的資料 （简体中文）
- 在Netflix上觀看《可能還愛你》